# Udo Haschke
Udo Haschke (* 16. Juni 1944 in Gera; † 4. März 2009 in Jena) war ein deutscher Pädagoge und Politiker.

## Leben
Udo Haschke studierte am Philosophisch-Theologischen Studium Erfurt Katholische Theologie und trat in das Priesterseminar Erfurt. Später wechselte er dann an die Friedrich-Schiller-Universität Jena, um Erziehungswissenschaften zu studieren. In dieser Zeit war er ein aktives Mitglied der Katholischen Studentengemeinde „Petrus Canisius“. Hier inszenierte er bis 2003 Theateraufführungen, insbesondere Werke von Friedrich Dürrenmatt.
Haschke arbeitete als Lehrer für Deutsch, Russisch und Kunsterziehung. Nach der  Wende und friedlichen Revolution in der DDR war er Direktor des Adolf-Reichwein-Gymnasiums in Jena.
Er war Mitglied der KDStV Salana Jenensis.
Udo Haschke war verheiratet und hat fünf Kinder. Er ist Bruder von Jürgen Haschke, der ebenfalls der Volkskammer und dem Bundestag angehörte.

## Politik
Haschke wurde 1968 Mitglied der CDU der DDR. Im Wendeherbst 1989 beteiligte er sich in führender Position an den Demonstrationen in Jena. Bei den ersten freien Wahlen in der DDR am 18. März 1990 zog er in die Volkskammer ein. Mit der Wiedervereinigung am 3. Oktober 1990 wurde er mit weiteren 143 Abgeordneten der Volkskammer in den Bundestag delegiert. Bei der Bundestagswahl 1990 wurde er als Kandidat der CDU im Bundestagswahlkreis Jena – Rudolstadt – Stadtroda mit 41,7 % der Erststimmen gewählt. In seiner Zeit als Volkskammer- bzw. Bundestagsabgeordneter engagierte sich Udo Haschke besonders für die Rettung des Unternehmens Carl Zeiss. Er war viele Jahre Kreisvorsitzender der CDU Jena und Mitglied der CDU-Fraktion im Stadtrat von Jena.
Am 8. Oktober 1995 wurde Udo Haschke zusammen mit Joachim Gauck, Marianne Birthler und anderen Wendepolitikern das Bundesverdienstkreuz 1. Klasse verliehen.

## Weblink
- Biografie von Udo Haschke. In: Wilhelm H. Schröder: Die Abgeordneten der 10. Volkskammer der DDR (Volkparl)